# والاس بيترز
والاس بيترز (بالإنجليزية: Wallace Peters)‏ عالم حشرات وطفيليات بريطاني، اشتهر بأبحاثه عن الملاريا.

## حياته العملية والأكاديمية
خدم بيترز في إفريقيا ضمن الفيلق الطبي التابع للجيش الملكي البريطاني في الفترة من 1947 إلى 1953، ثم عمل في مكافحة الملاريا منظمة الصحة العالمية في ليبيريا ونيبال بين عامي 1953 و1955، ثم في بابوا نيو غينيا بين عامي 1956 و1961. عمل أستاذًا لعلم الطفيليات في مدرسة ليفربول لطب المناطق الحارة بين عامي 1966 و1979، وتولى عمادة هذه المدرسة بين عامي 1975 و1978، ثم انتقل إلى بمدرسة لندن لحفظ الصحة وطب المناطق الحارة ليعمل أستاذًا لعلم الأوليات الطبي من سنة 1979 إلى تقاعده سنة 1989.

## التكريم والجوائز
حصل بيترز على قلادة رودلف لويكارت من ألمانيا سنة 1980، وجائزة الملك فيصل العالمية في مجال الطب من المملكة العربية السعودية سنة 1403 هـ (1983 م)، وقلادة جوزيف أوغستان لوبرانس للأعمال البارزة في مجال علم الملاريا سنة 1994.
كان بيترز عضوًا شرفيًا بالجمعية الملكية لطب المناطق الحارة وحفظ الصحة، ورأس هذه الجمعية عامي 1987 و1988، ومنحته جامعة ديكارت في باريس درجة الدكتوراه الفخرية.